# クラメル・カスティヨンの問題

点A,B,Cに対するカスティヨンの問題の2つの解

クラメル・カスティヨンの問題（クラメル・カスティヨンのもんだい、英: Cramer–Castillon problem）は、1742年にスイスの数学者ガブリエル・クラメールが提起し、1776年にイタリアの数学者ジャン・ド・カスティヨンが肯定的に解決した、幾何学の問題。単に、カスティヨンの問題とも言われる。
平面上に、円ZとZ上にない3点A,B,Cを作る。クラメル・カスティヨンの問題は、3辺（またはその延長）がそれぞれA,B,Cを通り、Zに内接する三角形をいつでも構築することは可能であるかという問題である。
何世紀も前に、アレキサンドリアのパップスは3点が共線である場合を証明していた。しかし、一般の位置にある3点における問題は非常に高難易度であると評価を得ていた。カスティヨンが幾何学的な構築を証明した後、 ラグランジュがカスティヨンの解法よりも簡単な代数的解法を発見した。また、マルファッティも独自に解法を発見している。ペテルゼン（Petersen）やジョルダーノ（Giordano di oltaiano,1788年）、19世紀初期にラザール・カルノーなどがn点、n角形への一般化を示した。ジェルゴンヌ（1811）やポンスレ（1817）は円を円錐曲線へ一般化した。他、Seydewitz（1844）などがこの問題を研究している。